# Slachtpartij op Sint-Brixius-dag
De slachtpartij op Sint-Brixius-dag op 13 november 1002 was het in opdracht van koning Ethelred II doden van zo veel mogelijk Denen in het koninkrijk Engeland. De naam verwijst naar bisschop Brixius van Tours, de vijfde-eeuwse opvolger van Martinus van Tours, wiens feestdag op 11 november valt.
Een zuster van de Deense koning Sven Gaffelbaard zou een van de slachtoffers zijn geweest. Dit riep de toorn op van deze Vikingkoning. Die viel Engeland in de jaren erna verschillende keren aan, maar werd iedere keer afgekocht. In 1013 besloot Sven dat hij zelf koning van Engeland wilde worden. Hij nam de macht over en verbande Ethelred. Sven kon echter niet lang genieten van zijn heerschappij, want hij stierf 5 weken later. Zijn claim op de troon ging over op zijn zoon, Knoet de Grote.

## Achtergrond
Engeland werd elk jaar tussen 997 en 1001 geteisterd door Deense plundertochten. In 1002 werd de koning verteld dat de Denen in Engeland "trouweloos zijn leven zouden nemen, en daarna dat van al zijn raadslieden om vervolgens zijn koninkrijk over te nemen." In reactie hierop gaf hij de opdracht "alle Deense mannen die in Engeland waren te doden"

## De slachtpartij
Historici geloven dat er een aanzienlijk aantal Denen werd gedood, daaronder naar men aanneemt ook Gunhilde, die mogelijk een zuster van koning Sven Gaffelbaard was. Haar man Pallig Tokesen, de Deense ealdorman van Devonshire werd mogelijk ook gedood. Volgens een andere versie speelde het overlopen van Tokesen, die zich bij de raiders zou hebben aangesloten, die de Engelse zuidkust teisterden, een rol in de aanleiding voor de slachtpartij.
Het bloedbad in Oxford werd door Aethelred gerechtvaardigd in een Royal Charter uit 1004. Hierin werd de noodzaak uitgelegd om de kerk van St Frideswide's (nu Christ Church Cathedral) weer op te bouwen.

Het is volledig bekend aan een ieder, die zich in dit land ophoudt, dat een besluit door mij is genomen in overeenstemming met de raad van mijn leidinggevende mannen en magnaten en dat is uitgestuurd, in die zin dat alle Denen die aan dit eiland waren ontsproten, zoals onkruid in een tarweveld, moesten worden vernietigd door middel van een zeer rechtvaardige uitroeiing, en dit besluit moest in de praktijk worden gebracht, zelfs zo ver als de dood. Deze Denen die in de hiervoor genoemde stad (Oxford) woonden, streefden ernaar om aan hun dood te ontkomen, zij gingen het heiligdom van Christus binnen, na eerst de deuren en de bouten te hebben gebroken, om daar hun toevlucht en verdediging te organiseren tegen de bevolking van de stad en omringende plaatsen, maar toen al het volk in achtervolging, gedwongen door noodzaak, probeerden om hen te verdrijven, zetten zij de planken in brand en verbranden zij, naar het schijnt, deze kerk met zijn ornamenten en boeken. Daarna met de hulp van God, werd de kerk door mij opnieuw opgebouwd.

De overblijfselen van tussen de 34 en 38 jonge mannen, allen tussen de 16 en 25, werden in 2008 gevonden tijdens een opgraving in St John's College, in Oxford. Men veronderstelt dat het hier om Denen gaat die tijdens het bloedbad werden gedood. Deze theorie is echter niet onbetwist. Recent onderzoek suggereert dat het bij de skeletten om Vikingkrijgers gaat die niet woonachtig waren in Engeland.

## Standpunten van diverse historici
Historici zien de slachtpartij over het algemeen als een politiek misdrijf dat bijdroeg aan het uitlokken van Sven's invasie van 1003. Simon Keynes omschreef in zijn Oxford Online DNB artikel over Aethelred de gebeurtenis als een "zogenaamd" bloedbad, een reactie van mensen (de Angelsaksen) die de afgelopen tien jaar waren afgeslacht en uitgeplunderd, niet gericht op de bewoners van de Danelaw, maar op de huurlingen die zich tegen hun werkgevers hadden gekeerd.
Ook Aethelreds biograaf, Ryan Lavelle, stelt vraagtekens bij de omvang van de slachtpartij met als argument dat de moorden niet konden worden uitgevoerd in de Danelaw, waar de Denen te sterk zouden zijn geweest, maar dat de moorden zich waarschijnlijk beperkten tot grenssteden, zoals Oxford, en grotere steden met kleine Deense gemeenschappen, zoals Bristol, Gloucester en Londen. Hij becommentarieert het opmerkelijk gebrek aan berouw dat werd betoond door Aethelred in de Oxford-charter, maar ziet het bloedbad niet zozeer als een op koninklijk bevel uitgevoerde daad, maar als het inspelen op populaire etnische haat en millenarianisme. Audrey MacDonald ziet de slachtpartij als de directe aanleiding tot de serie aanvallen die uiteindelijk leidde tot de Deense verovering.

## Voetnoten
1. ↑  St Brice's Day Massacre (Britain under one roof)
2. ↑  The St Brice’s Day Massacre (History Today. Band: 52, issue: 11, blz: 62-63, november 2002)
3. ↑  Anglo-Saxon Chronicle, Abingdon ms, geciteerd in Ryan Lavelle, Aethelred II: King of the English, The History Press, 2008, blz. 104
4. ↑  zie hier, Medieval Lands Project: Denmark, Kings, August 2012
5. ↑  Audrey MacDonald, St Brice's Day Massacre, The Oxford Companion to British History
6. ↑  Massacre at St Frideswide's, Oxford Today, The University Magazine, Michaelmas 2002
7. ↑  Experts reveal brutal Viking massacre, The Oxford Times, 5 november 2010
8. ↑  "Oxford Viking massacre revealed by skeleton find"; BBC News 12 augustus 2011
9. ↑  Skeletons found at mass burial site in Oxford could be 10th-century Viking raiders -- ScienceDaily
10. ↑  Frank Stenton, Anglo-Saxon England, Oxford University Press, 3e druk, 1971, blz. 380
11. ↑  Simon Keynes, Aethelred II, Oxford Online DNB, 2004
12. ↑  Lavelle, op. cit., blz. 104-109